# Corruption (película de 1968)
Corruption (Corrupción en España y La cara de la corrupción en Hispanoamérica) es una película británica de terror de 1968 dirigida por Robert Hartford-Davis y protagonizada por Peter Cushing, Sue Lloyd, Kate O'Mara y Noel Trevarthen. El guion estuvo a cargo de los hermanos Derek y Donald Ford. Por su parte, el cinematógrafo Peter Newbrook se asoció (por segunda vez) con Robert Hartford-Davis, asumiendo el mando de la producción y dirección fotográfica de la película.

## Argumento
Sir John Rowan (Peter Cushing) es un exitoso y maduro cirujano plástico felizmente casado con la bella y joven modelo Lynn Nolan (Sue Lloyd). Pero esta situación no tardará en cambiar porque durante una pelea con un fotógrafo (Anthony Booth), Lynn queda parcialmente desfigurada al caer accidentalmente sobre su rostro uno de los focos utilizados en la iluminación. Rowan, que se siente responsable de tamaña desgracia, busca por todos los medios recuperar el rostro de su amada, y al no conseguirlo, se obsesiona con algo sobrecogedor: intentará reconstruírselo utilizando fluidos y tejidos provenientes de donantes ajenos. En un primer momento, Rowan experimenta con tejidos de pacientes recientemente fallecidos, pero luego se da cuenta de que el efecto no es duradero, y que el rostro sólo es capaz de mantenerse intacto durante unas horas.
Desesperado y con Lynn hundida en la depresión, Rowan decide buscar una solución rápida pero arriesgada al problema: utilizar carne viva para la operación. Para ello, elabora un plan maquiavélico pero astuto: asesinar muchachas con el único fin de utilizar la piel de su cutis para el tratamiento facial de Lynn. La primera víctima es una prostituta, a la que Rowan estrangula hasta la muerte. Una vez hecha la macabra operación, Rowan se percata de que esta vez los efectos son muy distintos, y que la duración de los mismos puede prolongarse no sólo semanas, sino incluso meses. 
Por su parte, Lynn intenta retomar su carrera como modelo de la mano de su hermana y asistente, Val (Kate O'Mara) quien ignora completamente lo que se esconde detrás de su rápida y milagrosa reincorporación. Por lo pronto, un amigo muy cercano de la pareja, llamado Steve Harris (Noel Trevarthen), ha empezado a sospechar de las técnicas empleadas por Rowan para el proceso de recuperación de Lynn. Sin embargo, cuando la policía y los periódicos empiezan a dar importancia a los recientes crímenes, Rowan y Lynn deciden 'huir' de la situación e ir a pasar el fin de semana a su casa de playa, ubicada en Seaford. 
Allí Rowan comunica a Lynn que el efecto de la reciente operación está a punto de expirar. Lynn, desesperada, intenta convencer como sea a Rowan de que secuestre y asesine chicas con el fin de utilizar sus flujos para su medicación. En un primer momento Rowan se niega, pero luego accede. Es así como ambos, esa misma tarde, van en busca de víctimas a los lugares más desolados de la playa. Allí encuentran a una muchacha, de nombre Terry (Wendy Varnals), a la cual la pareja convence de quedarse esa noche en su casa. La joven acepta, sin pensar en las oscuras intenciones del dúo. A la mañana siguiente, ambos se percatan de que Terry ha huido por una de las ventanas de la habitación donde dormía. 
Desesperado, Rowan va en búsqueda de nuevas víctimas, esta vez en una estación de tren. Allí, durante un momento de descuido, apuñala a una mujer hasta matarla. Acto seguido, guarda sus restos en uno de los congeladores de la cabaña. Para sorpresa de ambos, Terry ha regresado, y ahora está enterada de la siniestra situación. La muchacha intenta huir, sin embargo, y luego de una larga persecución por la playa, la pareja logra darle alcance, estrangulándola hasta causarle la muerte casi inmediatamente.
Ya de vuelta en casa, la pareja se da cuenta de que tiene dentro de su vivienda a un grupo de distraídos pero audaces delincuentes (Phillip Manikum a la cabeza) que dicen buscar a Terry. Una integrante femenina del grupo, Sandy (Alexandra Dane), en un intento por asaltar la hielera, se topa con los restos congelados de una mujer. Los delincuentes rápidamente entienden la situación, y exigen a la pareja revelar cuál es el paradero de su amiga.
Tanto Lynn como Rowan niegan saber nada sobre la muchacha, hasta que en un descuido, Lynn, manipulando un tipo de rayo láser en el laboratorio de Rowan, logra dar muerte a uno de ellos. Los demás ladrones huyen, dejando a Lynn, quien ahora está completamente trastornada, y a Rowan solos en el laboratorio. En ese mismo instante llegan Val y Steve, quienes intentan frenar la situación, pero también perecen a causa de la potente máquina. Al darse cuenta de tan funesta situación, Rowan decide suicidarse apuntándose con el láser. La película finaliza con el laboratorio en llamas y cinco cuerpos (los de Rowan, Lynn, Val, Steve y Georgie) consumiéndose dentro de él.

## Producción

### Reparto
- Peter Cushing como Sir John Rowan. Ésta no sería la única vez que Cushing colaboraría en alguna producción de Robert Hartford Davis, puesto que dos años más tarde protagonizaría el también filme británico Incense for the Damned. Michael R. Pitts, en su libro Columbia Pictures Horror, hizo entrever que Columbia Pictures se interesó por la película solo por contar con la presencia de Cushing entre el reparto. A muchos críticos pareció gustarles su interpretación en la película. Nathaniel Thompson calificó de 'impactante' la escena donde se ve a Cushing asesinando brutalmente a una prostituta.[3]
- Sue Lloyd como Lynn Nolan.
- Kate O'Mara como Val Nolan.
- Noel Trevarthen como Steve Harris.
- David Lodge como Groper.
- Anthony Booth como Mike Orme.
- Wendy Varnals como Terry.
- Billy Murray como Rik.
- Phillip Manikum como Georgie.
- Alexandra Dane como Sandy.
- Vanessa Howard como Kate.

## Respuesta
La película ha recibido críticas mixtas. 
Vincent Canby, de The New York Times escribió que: «Peter Cushing trae una cierta grandeza de mala suerte a su papel. El ambiente contemporáneo, sin embargo, va en contra de la clase de historia, que incluso parecería un poco absurda incluso antes de la época de trasplantes de corazón».
Sin embargo, la revista Variety no se mostró impresionada por la película, y la llamó «Imagen de feria de terror... Hecha en Inglaterra con un bajo presupuesto. Corruption sufre de mala redacción, y más a menudo de una lenta dirección, por parte de Robert Hartford-Davis».
Bill Gribon, comentaba durante el estreno en Blu-ray de la película que: «Si bien hay literalmente docenas de filmes mejores con Cushing y sus cualidades artísticas, pocos son tan divertidos y salaces como Corruption. Por supuesto, la principal atracción es ver a alguien actuar completa y totalmente fuera de su reputación [...] Corruption es sin duda, un deleite de violencia y sexo increíble». Glenn Erickson, en su sitio web "DVD Savant" notó que:«Corruption es una verdadera obra de terror estilo 'patito feo'. No tiene ni la belleza ni la misticidad de sus contemporáneas, y no se refiere a nada especialmente relevante en la cultura... La cinematografía es profesional-un montón de colores brillantes en las opciones de ropa y decoración de un razonable buen gusto- pero nunca particularmente expresiva. De todos modos, Corruption ha atraído su propio seguimiento de culto, sobre todo ahora que la versión extra y de mala calidad puede ser vista».
La película actualmente mantiene un índice de audiencia del 67% en Rotten Tomatoes. De los 6 comentarios existentes, sólo 2 corresponden a críticas negativas. El sitio web Nitehawkcinema.com sostuvo que «Peter Cushing ciertamente interpretó a muchos científicos (buenos y malos) pero es seguro decir que ninguno de ellos ha sido tan extraño como el de éste filme basado en Eyes Without a Face (1960) llamado Corruption».